# 华钟彦
华钟彦（1906年—1988年），名连圃，男，辽宁沈阳人，中国古典文学研究家，曾任中华诗词学会顾问。著有《戏曲丛谭》、《花间集注》等。